# Provinz Pomabamba

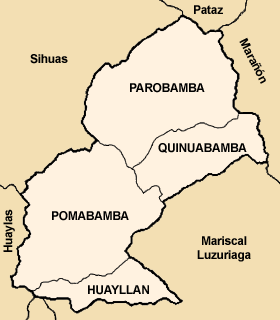
Lage der Distrikte

Die Provinz Pomabamba ist eine von 20 Provinzen in der Verwaltungsregion Ancash in Peru. Sie besitzt eine Fläche von 914,05 km². Beim Zensus im Jahr 2017 lebten 24.794 Menschen in der Provinz. Im Jahr 1993 betrug die Einwohnerzahl 26.276, im Jahr 2007 27.954. Verwaltungssitz ist die Stadt Pomabamba.

## Geographische Lage
Die Provinz Pomabamba liegt zwischen der Cordillera Blanca im Westen und dem Oberlauf des Río Marañón im Osten. Die vergletscherten Berge Pucajirca (6046 m) und Taulliraju (5830 m) liegen an der westlichen Provinzgrenze. Der Fluss Río Rupac (an der nördlichen Provinzgrenze) sowie die beiden kleineren Flüsse Quebrada Manta und Quebrada Cunyac entwässern den Großteil des Provinzgebietes nach Osten zum Río Marañón hin. Das restliche Provinzareal im Südwesten wird über den Río Pacosbamba, einem Zufluss des Río Yanamayo, entwässert.
Nachbarprovinzen innerhalb der Region Ancash sind: Sihuas im Norden, Huaylas im Westen, Yungay im Südwesten sowie Mariscal Luzuriaga im Süden. Jenseits des Río Marañón liegt im Nordosten in der Verwaltungsregion La Libertad die Provinz Pataz sowie im Osten in der Verwaltungsregion Huánuco die Provinz Marañón.

## Verwaltungsgliederung
Die Provinz Pomabamba besteht aus vier Distrikten (distritos). Der Distrikt Pomabamba ist Sitz der Provinzverwaltung.
| Distrikt    | Verwaltungssitz |
| ----------- | --------------- |
| Huayllán    | Huayllán        |
| Parobamba   | Parobamba       |
| Pomabamba   | Pomabamba       |
| Quinuabamba | Quinuabamba     |